# واليس بيرد
واليس بيرد (بالإنجليزية: Wallis Bird)‏ هي موسيقية ومغنية وكاتبة غنائية وعازفة قيثارة أيرلندية، ولدت في 29 يناير 1982 في ويكسفورد في جمهورية أيرلندا.

## وصلات خارجية
- الموقع الرسمي
- واليس بيرد على موقع IMDb (الإنجليزية)
- واليس بيرد على موقع ميوزك برينز (الإنجليزية)
- واليس بيرد على موقع ديسكوغز (الإنجليزية)